# آنکی لیدن
آنکی لیدن (سوئدی: Anki Lidén؛ زادهٔ ۵ آوریل ۱۹۴۷) بازیگر سوئدی است. او از سال ۱۹۷۱ در بیش از ۵۰ فیلم و برنامه تلویزیونی ظاهر شده‌است. او مادر تیم برگلینگ، موسیقی‌دان و دی‌جی بود که بیشتر با نام آویچی شناخته می‌شد.
از فیلم‌هایی که وی در آن نقش داشته‌است، می‌توان زندگی من به‌عنوان یک سگ (۱۹۸۵) و دوستان (۱۹۸۸) را نام برد.